# World Series of Poker 1985
1985 års World Series of Poker (WSOP) pokerturnering hölls vid Binion's Horseshoe.

## Inledande event
| Event                        | Vinnare                        | Pris (USD) | Tvåa               |
| ---------------------------- | ------------------------------ | ---------- | ------------------ |
| $2 500 Ace to Five Draw      | Dick Carson                    | $50 000    | Okänt              |
| $1 000 Limit Hold'em         | Johnny Chan                    | $171 000   | Lyle Berman        |
| $10 000 Deuce to Seven Draw  | Tommy Fischer                  | $95 000    | David "Chip" Reese |
| $1 000 No Limit Hold'em      | Rick Hamil                     | $152 000   | Al Emerson         |
| $1 000 Ace to Five Draw      | Mark Mitchell                  | $63 500    | Okänt              |
| $500 Ladies' Seven Card Stud | Rose Pifer                     | $18 500    | Okänt              |
| $5 000 Pot Limit Omaha       | Thomas "Amarillo Slim" Preston | $85 000    | David "Chip" Reese |
| $1 000 Pot Limit Omaha       | Zoran Smiljanic                | $105 000   | Okänt              |
| $1 000 Limit Omaha           | Tony Thang                     | $55 000    | Okänt              |
| $5 000 Seven Card Stud       | Harry Thomas                   | $122 500   | Artie Cobb         |
| $1 000 Seven Card Stud       | Don Williams                   | $85 500    | Okänt              |
| $1 000 Seven Card Razz       | Edwin Wyde                     | $83 500    | Okänt              |

## Main Event
141 stycken deltog i Main Event. Varje deltagare betalade $10 000 för att delta.

### Finalbordet
| Placering | Namn             | Pris     |
| --------- | ---------------- | -------- |
| 1         | Bill Smith       | $700 000 |
| 2         | T. J. Cloutier   | $280 000 |
| 3         | Berry Johnston   | $140 000 |
| 4         | Scott Mayfield   | $70 000  |
| 5         | Hamid Dastmalchi | $70 000  |
| 6         | Jesse Alto       | $42 000  |